# Miraklernas man
Miraklernas man (originaltitel The Miracle Maker) är en rysk-brittisk animerad film från 2000 i regi av Derek Hayes och Stanislav Sokolov.

## Handling
Filmen skildrar Jesus liv genom den sjuka lilla flickan Tamars ögon.

## Röster
Engelska
- Ralph Fiennes – Jesus
- Anthony Sher – Ben Azra
- Ian Holm – Pilatus
- Richard E. Grant – Johannes Döparen
- Rebecca Callard – Tamar
- Daniel Massey – Cleopas
- Ken Stott	– Simon Peter
- David Thewlis – Judas
- Michael Bryant – Gud/läkaren
- William Hurt – Jairus
- Anton Lesser – Herod
- Julie Christie – Rachel
- Miranda Richardson – Mary Magdalene
- Alfred Molina – Simon Farisén

Svenska
- Anders Ekborg – Jesus
- Peter Andersson – Ben Azra
- Niels Dybeck – Pilatus
- Christer Fant – Johannes Döparen
- Nathalie Famili – Tamar
- Thomas Hellberg – Kaifas
- Magnus Krepper – Simon Petrus
- Marika Lagercrantz – Maria, Jesu moder
- Jonas Malmsjö – Judas
- Per Myrberg – Gud
- Michael Nyqvist – Jairus
- Johan Rabaeus – Herodes
- Anna Rydgren – Rakel
- Eva Röse – Maria Magdalena
- Torsten Wahlund – Simon Farisén